# پنتاس
پنتاس (نام علمی: Pentas) نام یک سرده از خانواده روناسیان است.